# Zona arqueológica de Santa Eulalia
El yacimiento arqueológico de Santa Eulalia se encuentra a unos cuatro kilómetros de la aldea de El Patrás, en el término municipal de Almonaster la Real (provincia de Huelva, Andalucía, España). Es Bien de Interés Cultural, con categoría de zona arqueológica.

## Descripción
Está constituido por una zona de hábitat de época romana, que se extiende por el sur de la ermita hasta la rivera de Santa Eulalia y el barranco de Zacolín y los restos de una necrópolis. 
La necrópolis debe situarse en los alrededores de la torre funeraria, que sirve de ábside a la ermita. Este sepulcro turriforme está levantado con sillares de granito. El podio consta de dos hiladas de sillares a soga y tizón; sobre él, tras una pequeña moldura, el paramento superior se levanta sobre tres hiladas de sillares y el resto de mampostería. Las esquinas de la torre, al igual que el marco de los vanos, se refuerzan con bloque de piedra granítica. Puede apreciarse en los sillares de la torre el sistema utilizado por los canteros para extraer los bloques de granito; en un sillar del lado norte se ven una serie de agujeros realizados en línea, donde se introducían los tacos de madera que abrían la roca. 
En todo el término de Almonaster la Real se han encontrado canteras de granito explotadas según este sistema, como las de Borona y Casa Rubio. A esta necrópolis pertenecería la tumba de incineración de un romano llamado L. Iulius Campanus Tarmestinus, del siglo I d. C., hallada en las obras de acondicionamiento del carril de acceso a la ermita. 
En 1992, se llevaron a cabo prospecciones superficiales en la zona arqueológica, que han proporcionado la información suficiente como para identificar dos áreas de habitación pertenecientes a época romana y probablemente vinculadas a la minería, una al sur de la ermita y otra al norte, esta última con evidentes muestras de actividad metalúrgica.